# 林西镇 (林西县)
林西镇，是中华人民共和国内蒙古自治区赤峰市林西县下辖的一个乡镇级行政单位。

## 行政区划
林西镇下辖以下地区：
冬不冷村、常胜村、黄河子村、东街社区、北街社区、北郊社区、北门外社区、西郊社区、东街村、北街村、东风村、新兴村、南街社区、西街社区、南街村、南门外村、西门外村和河沿村。